# チャットモンチー レストラン スープ
『チャットモンチー レストラン スープ』は、チャットモンチーのDVD作品第2弾。初回仕様は、スリーブケース。

## 概要
DVD第二弾は、作品化の要望が多く寄せられていた、2007年7月7日に行われた「チャットモンチー 日比谷野外大音楽堂 七夕ライヴ 〜天まで響け!!〜」の模様をアンコールまで全曲収録した、初のライブDVDである。「恋愛スピリッツ」では、3000人の観客の前でマイクを通さずに生声でアカペラを歌いあげている。前作同様に、メニュー画面のBGMに、未発表曲「マイ ネオムーン イズ ヒア」（作詞・作曲:橋本絵莉子）が収録されている。なお初回仕様はスリーブケースとなっている。

## 収録曲
1. 女子たちに明日はない
（作詞:福岡晃子  作曲:橋本絵莉子 編曲:チャットモンチー）
2. ハナノユメ
（作詞:高橋久美子 (作家) 作曲:橋本絵莉子 編曲:チャットモンチー）
3. 手の中の残り日
（作詞・作曲:橋本絵莉子 編曲:チャットモンチー）
4. さよならGood bye
（作詞:福岡晃子 作曲:橋本絵莉子 編曲:チャットモンチー）
5. ウィークエンドのまぼろし
（作詞:高橋久美子 作曲:橋本絵莉子 編曲:チャットモンチー）
6. ツマサキ
（作詞:高橋久美子 作曲:橋本絵莉子 編曲:チャットモンチー）
7. バスロマンス
（作詞:高橋久美子 作曲:橋本絵莉子 編曲:チャットモンチー）
8. プラズマ
（作詞:福岡晃子 作曲:橋本絵莉子 編曲:チャットモンチー）
9. 終わりなきBGM
（作詞・作曲:橋本絵莉子 編曲:チャットモンチー）
10. 恋愛スピリッツ
（作詞・作曲:橋本絵莉子 編曲:チャットモンチー）
11. どなる、でんわ、どしゃぶり
（作詞・作曲:橋本絵莉子 編曲:チャットモンチー）
12. とび魚のバタフライ
（作詞:福岡晃子 作曲:橋本絵莉子 編曲:チャットモンチー）
13. 一等星になれなかった君へ
（作詞:高橋久美子 作曲:橋本絵莉子 編曲:チャットモンチー）
14. 惚たる蛍
（作詞・作曲:橋本絵莉子 編曲:チャットモンチー）
15. 世界が終わる夜に
（作詞:福岡晃子 作曲:橋本絵莉子 編曲:チャットモンチー）
16. 恋の煙
（作詞:福岡晃子 作曲:橋本絵莉子 編曲:チャットモンチー）
17. 湯気
（作詞:高橋久美子 作曲:橋本絵莉子 編曲:チャットモンチー）
18. シャングリラ
（作詞:高橋久美子 作曲:橋本絵莉子 編曲:チャットモンチー）

- アンコール

1. 風
（作詞・作曲:橋本絵莉子 編曲:チャットモンチー）
2. 東京ハチミツオーケストラ
（作詞:福岡晃子 作曲:橋本絵莉子 編曲:チャットモンチー）